# Hippolyte Rolin
Hippolyte Rolin (Kortrijk, 6 september 1804 - Gent, 8 maart 1888) was een Belgisch liberaal politicus.

## Biografie

### Familie
Hyppolite Rolin was een zoon van de Kortrijkse olieverdeler Henri-Antoine Rolin en Anna-Catherine van de Putte. Hij trouwde in 1834 met Angelique Hellebaut (1811-1870), dochter van Jean-Baptiste Hellebaut, advocaat, rechtsgeleerde, hoogleraar en rector magnificus van de Rijksuniversiteit Gent. Ze kregen achttien kinderen, van wie vijftien de volwassen leeftijd bereikten.
- Gustave Rolin (1835-1902), rechtsgeleerde, diplomaat, schepen van Gent, volksvertegenwoordiger en minister van Binnenlandse Zaken, trouwde in 1859 met Emilie Jaequemyns (1842-1906), dochter van Edouard Jaequemyns, industrieel, gemeenteraadslid van Gent, provincieraadslid van Oost-Vlaanderen en volksvertegenwoordiger. Ze kregen twee zoons en drie dochters, waaronder Edouard Rolin-Jacquemyns, met afstammelingen tot heden.
- Eugène Rolin (1839-1909), industrieel, ingenieur van Bruggen en Wegen en gemeenteraadslid van 's-Gravenbrakel, trouwde in 1866 in Wevelgem met Pauline Van Ackere (1840-1929), dochter van Jean Van Ackere, burgemeester van Wevelgem en provincieraadslid van West-Vlaanderen. Ze kregen twee zoons en acht dochters, met afstammelingen tot heden.
- Ernest Rolin (1841-1918), industrieel, trouwde in 1869 in Wevelgem met Emma Van Ackere (1848-1924), dochter van Jean Van Ackere. Ze kregen vier zoons en vijf dochters, waaronder baron Léon Rolin, met afstammelingen tot heden.
- Henri Rolin (1842-1906), advocaat en provincieraadslid van Oost-Vlaanderen, trouwde in 1869 met Valentine Caron (1847-1876). Ze kregen twee zoons en twee dochters.
- Albéric Rolin (1843-1937), rechtsgeleerde, hoogleraar aan de Rijksuniversiteit Gent en voorzitter van het Institut de Droit International, trouwde in 1878 in Aalst met Sylvie Borreman (1853-1937). Ze kregen vijf zoons en drie dochters, waaronder Henri Rolin, met afstammelingen tot heden.
- Marie Rolin (1844-1900), trouwde met Ernest Bertin (1833-1901), Frans historicus en hoogleraar aan de Sorbonne-universiteit. Ze kregen drie zoons en een dochter.
- Ida Rolin (1848-1897), trouwde in 1873 met Charles Van Cauwenberghe (1841-1911), arts, hoogleraar en rector magnificus van de Rijksuniversiteit Gent. Ze kregen twee zoons en twee dochters, met afstammelingen tot heden.
- Georges Rolin (1850-1907), bibliothecaris, trouwde in 1878 met Marie Beyaert. Het huwelijk bleef kinderloos.
- Caroline Rolin (1856-1841), schilderes, trouwde met Fernand van Oudenhove (1844-1881), notaris. Ze hertrouwde met Adhémar Motte (1842-1902), historicus, hoogleraar en rector van de Rijksuniversiteit Gent. Ze kregen een dochter, met afstammelingen tot heden.
- Léonie Rolin (1857-1955), schilderes, trouwde in 1885 met Georges Waelbroeck (1853-1917), advocaat, zoon van Charles Waelbroeck, rechtsgeleerde, hoogleraar aan de Rijksuniversiteit Gent en schepen van Gent. Ze kregen een zoon en twee dochters, met afstammelingen tot heden.

### Loopbaan
Rolin studeerde in 1827 met onderscheiding af aan de Rijksuniversiteit Gent, legde zijn eed als advocaat af en vertrok naar Berlijn waar hij colleges volgde van onder andere Von Savigny en Hegel. Wanneer in 1830 de Belgische Revolutie uitbrak, kwam hij terug en vestigde zich als advocaat in Gent. Met de korte onderbreking van zijn ministerschap bleef hij dit tot aan zijn dood. In 1868-1869 was hij stafhouder. Hij was ook rechter in de handelsrechtbank.
Hij behoorde duidelijk tot de Gentse orangisten, wat hem er toe bracht orangistische samenzweerders te verdedigen voor de rechtbank. Vanaf 1842 verklaarde hij echter publiek dat het orangisme ten dode was opgeschreven en voerde hij binnen het liberale kamp de oppositie aan, die weldra de meerderheid vormde, tegen zijn confrater en hardnekkige orangist Hippolyte Metdepenningen. Hij verzoende zich dan ook met het Belgische koninkrijk.
Als kunstliefhebber werd hij stichtend voorzitter van de Société royale pour l'encouragement des beaux-arts à Gand. Hij was ook voorzitter van de Société royale d'agriculture et de botanique van Gent.

### Industrie
Naast advocaat was Rolin ook beheerder van vennootschappen. Zo was hij bestuurder van:
- Société métallurgique des Sart-de-Seille,
- Compagnie du chemin de fer Hainaut et Flandres,
- Charbonnages de Falnuée (Courcelles),
- Société Eugène Rolin et Cie, ateliers de construction, forges et fonderies (Braine-le-Comte). Hij was er voorzitter,
- Société de la Lys,
- Charbonnages réunis du Centre-Sud,
- Société internationale de construction et d'entreprise de travaux publics.

Hij was ook betrokken bij de vennootschappen die behoorden aan de financier André Langrand-Dumonceau, als 'voorzitter van het Verificatiekantoor betreffende Titels en Geschillen' (1864).

### Politiek
Vanaf 1839 was Rolin gemeenteraadslid van Gent en bleef dit tot in 1848. Van 1842 tot 1847 was hij er schepen van Openbare Werken.
In 1846 werd hij stichter en voorzitter van de Gentse Union libérale, waar de laatste nog overgebleven orangisten zich bij aansloten. In 1848 werd hij, bij een tussentijdse verkiezing en zonder tegenkandidaat verkozen tot liberaal volksvertegenwoordiger voor het arrondissement Gent. Hij oefende dit mandaat uit tot in 1852.
De week voor hij tot parlementslid werd verkozen, werd hij minister van Openbare Werken (1848-1850) in het homogeen liberaal kabinet-Rogier.

## Publicaties (selectie)
- De delictorum probatione, Gent, 1826.
- De juridictione judicum nostrorum erga extraneos, 1827.
- Sur la mise en état de siège de la ville de Gand, l'arrestation de M. Steven et l'arrêté de M. Niellon, Gent, 1834.